# Antwerp (New York)
Antwerp (New York) is een town in Jefferson County, upstate in de staat New York.
De town werd genoemd naar de stad Antwerpen, de oorsprong van een van de eerste investeerders in deze stad. Volgens de volkstelling 2010 heeft deze stad 1846 inwoners. In 2016 is de bevolking naar schatting gedaald tot 1812 inwoners.
De town omvat onder meer een gelijknamig dorp met - eveneens volgens de telling van 2010 - 686 inwoners.